# Hans Burmann
Hans Burmann Sánchez (Bad Honnef, Alemania, 9 de agosto de 1937) es un director de fotografía español de origen alemán, que ha participado en numerosas películas y series de televisión. Hijo y hermano respectivamente de los escenógrafos y directores artísticos Sigfrido y Wolfgang Burmann.

## Filmografía
| - Todo es silencio, de José Luis Cuerda (2012). - El cuerno de la abundancia, de Juan Carlos Tabío (2008). - Los girasoles ciegos, de José Luis Cuerda (2008). - El prado de las estrellas, de Mario Camus (2007). - Lola, la película, de Miguel Hermoso (2007). - La educación de las hadas, de José Luis Cuerda (2006). - Perder es cuestión de método, de Sergio Cabrera (2005). - Pasos , de Federico Luppi (2005). - Trileros,de Antonio del Real (2004). - El último tren, de Diego Arsuaga (2002). - Clara y Elena, de Manuel Iborra (2001). - Visionarios, de Manuel Gutiérrez Aragón (2001). - Besos para todos, de Jaime Chávarri (2000). - Gitano, de Manuel Palacios (2000). - Lista de espera, de Juan Carlos Tabio (2000). - Año mariano, de Karra Elejalde y Fernando Guillén Cuervo (2000). - París-Tombuctú, de Luis García Berlanga (1999). - Novios, de Joaquín Oristrell (1999). - El grito en el cielo, de Félix Sabroso y Dunia Ayaso (1998). - Nada en la nevera, de Álvaro Fernández Armero (1998). - Abre los ojos, de Alejandro Amenábar (1997). - El tiempo de la felicidad, de Manuel Iborra (1997). - Siempre hay un camino a la derecha, de Jose Luis García Sánchez (1997). - Tesis , de Alejandro Amenábar (1996). - Africa, de Alfonso Ungría (1996). - Las cosas del querer 2, de Jaime Chávarri (1995). - El niño invisible, de Rafael Monleón (1995). - Guantanamera. de Tomás Gutiérrez Alea y Juan Carlos Tabio (1995). - Siete mil días juntos , de Fernando Fernán Gómez (1994). - Los náufragos, de Miguel Littin (1994). - Amnesia, de Gonzalo Justiniano (1994). - ¿Por qué lo llaman amor cuando quieren decir sexo?, de Manuel Gómez Pereira (1993). - El largo invierno, de Jaime Camino (1992). - La marrana, de José Luis Cuerda (1992). - El rey pasmado, de Imanol Uribe (1991). - Sandino, de Miguel Littín (1991). - La huella del crimen 2 (Televisión) (1991). - La sombra del ciprés es alargada, de Luis Alcoriza (1990). - Las cosas del querer, de Jaime Chávarri (1989). - El tesoro, de Antonio Mercero (1989). - Guarapo, de Teodoro Rios y Santiago Rios (1989). - Lorca, muerte de un poeta (Televisión), de Juan Antonio Bardem (1987). - La rusa, de Mario Camus (1987). | - Werther, de Pilar Miró (1986). - Puzzle, de Lluis Josep Comerón (1986). - La vieja música, de Mario Camus (1985). - La gabbia, de Giuseppe Patroni Griffi (1985). - Los santos inocentes, de Mario Camus (1984). - El pico, de Eloy de la Iglesia (1983). - Bearn o La sala de las muñecas, de Jaime Chávarri (1983). - La colmena, de Mario Camus (1982). - Jugando con la muerte, de José Antonio de la Loma (1982). - Colegas, de Eloy de la Iglesia (1982). - Carrera salvaje, de Antonio Margheriti (1981) - Viva la clase media, de José María González-Sinde (1980). - El poderoso influjo de la luna, de Antonio del Real (1980). - El crimen de Cuenca, de Pilar Miró (1980). - La invasión de los zombies atómicos, de Umberto Lenzi (1980). - La miel, de Pedro Masó (1979). - Los bingueros, de Mariano Ozores (1979). - Avisa a Curro Jiménez, de Rafael Romero Marchent (1978). - Los días del pasado, de Mario Camus (1978). - Angel negro, de Tulio Demicheli (1978). - Curro Jiménez (Televisión) (1977-1978). - Cuando los maridos se iban a la guerra, de Tito Fernández (1976). - La petición, de Pilar Miró (1976). - Un lujo a su alcance, de Tito Fernández (1975). - Los pájaros de Baden-Baden, de Mario Camus (1975). - Los camioneros (Televisión), de Mario Camus (1973-1974). - Guapo heredero busca esposa, de Luis María Delgado (1972). - Los novios de mi mujer, de Tito Fernández (1972). - Los días de Cabirio, de Fernando Merino (1971). - No desearás al vecino del quinto, de Tito Fernández (1970). |

## Premios y candidaturas
Premios Goya
| Categoría        | Año  | Película             | Resultado |
| ---------------- | ---- | -------------------- | --------- |
| Mejor fotografía | 2008 | Los girasoles ciegos | Candidato |
| Mejor fotografía | 1992 | La marrana           | Candidato |
| Mejor fotografía | 1991 | El rey pasmado       | Candidato |
| Mejor fotografía | 1987 | La rusa              | Candidato |
| Mejor fotografía | 1986 | Werther              | Candidato |